# 서탄면
서탄면(西炭面)은 경기도 평택시 북부에 있는 면이다. 면적은 28.64 km2로, 평택시 전체의 6.25%를 차지한다.
서쪽으로는 화성시 향남읍과 양감면, 북쪽으로는 화성시 정남면과 오산시, 동쪽으로는 진위면과 신장동, 남쪽으로는 고덕면, 서정동이 접한다.
인근 화성시의 동탄(東灘)과는 관련이 없으며 송탄과는 유래가 비슷하다(일탄면 통합).

## 역사
- 1914년 4월 1일 : 경기도 진위군 일서면(一西面), 이서면(二西面), 이탄면(二炭面)을 서탄면(西炭面)이란 이름으로 통합하였다.
- 1938년 10월 1일 : 진위군이 평택군으로 개칭되었다.
- 1995년 5월 10일 : 평택군, 송탄시, 평택시가 도농복합시인 평택시로 통합하여 평택시 서탄면이 되었다.

## 법정리
- 금각리(金角里)
- 금암리(金岩里)
- 내천리(奈川里)
- 마두리(馬頭里)
- 사리(寺里)
- 수월암리(水月岩里)
- 장등리(長登里)
- 적봉리(赤峰里)
- 황구지리(黃口池里)[1]
- 회화리(檜花里)

## 교육
- 서탄초등학교